# 574 Dywizja Grenadierów Ludowych
574 Dywizja Grenadierów Ludowych (niem. 574. Volks-Grenadier-Division)  – jedna z niemieckich dywizji grenadierów ludowych z czasów II wojny światowej. Utworzona na Węgrzech w sierpniu 1944 roku jako dywizję 32 fali moblizacyjnej. Do jej stworzenia posłużyły resztki 277 Dywizji Piechoty. Do zakończenia formowania nie doszło, we wrześniu 1944 roku zalążek dywizji przekształcono w 277 Dywizję Grenadierów Ludowych. 

## Skład
- 1180 Pułk Grenadierów
- 1181 Pułk Grenadierów
- 1182 Pułk Grenadierów
- 1574 Pułk Artylerii
- jednostki dywizyjne